# Szirbova
Szirbova, 1904 és 1918 között Szirbó (románul: Sârbova) falu Romániában, a Bánátban, Temes megyében.

## Nevének eredete
Kiss Lajos szerint neve eredetileg szerb lakosokra utalt, míg Vasile Frățilă egy Sârb(u) nevű személyről történő névadásra gondol. A képző mindenképpen szláv eredetű.

## Fekvése
Temesvártól 29 kilométerre kelet–délkeletre, a Temes folyótól délre, a nagy kiterjedésű nagykövéresi tölgyerdő keleti peremén fekszik.

## Népesség

### A népességszám változása
A népszámlálások tanúsága szerint népességszáma 1900 körül tetőzött, 1900-ban 908-an lakták. Az 1920-as évekre – a terjedő egykézés miatt – a halálozások száma már meghaladta a születésekét.

### Etnikai és vallási megoszlás
- 1880-ban 654 lakosából 617 volt román és 15 magyar anyanyelvű; 637 ortodox és 13 katolikus vallású.
- 2002-ben 320 lakosából 317 volt román és 2 magyar nemzetiségű; 303 ortodox és 12 baptista.

## Története
Engel Pál szerint a középkori Trokka(mihály)falva helyén fekszik, amelyet 1459-ben Trokkamyhalfalwa, 1473-ban Throkfalwa alakban említenek mint a cseri uradalom részét, az 1554-es defterben pedig már délszláv képzővel bukkan fel, mint (modern átírásban) Tırıqıva. 1700 körül jelentkezik mai nevén mint Szerbova, 1717-ben pedig mint Sirbova. Utóbbi alkalommal ötvenkét házból álló falu volt, román lakossággal. A 18. században a csákovai kerülethez, majd 1779-től Temes vármegyéhez tartozott. Elszórtan álló házait 1754-ben vonták utcarendbe. 1807-től a katolikus vallásalap birtoka volt.
1870 és 73 között építették ki a Temes töltését, és 1898-ban modernizálták a Bakóvárra vezető utat. A sváb szomszédság nemcsak házainak németes oromfalában és a 20. század elejétől divatozó egykézésben éreztette hatását, de ortodox román lakossága a két világháború között ugyanolyan ragaszkodással díszítette lakóterét katolikus szentképekkel, sőt szobrocskákkal, mint keleties ikonokkal.
A Bánát–Körösvidék Társadalmi Intézet Cornel Grofșorean vezetésével 1935-ben falukutatást végzett Szirbován, melynek anyaga könyv formájában is megjelent. Egyoldalúan állat-, azon belül főként szarvasmarha-tenyésztő faluként írták le. Családainak 70%-a ekkor már boltban vásárolta ruhái zömét, és csak 30% készítette otthon. A házak 58%-a volt kétszobás (egy tiszta és egy lakószoba) és 30%-uk egyszobás, 66%-uk épült vályogtéglából, 19%-uk boronából és 4%-uk égetett téglából, 93%-uk volt döngölt és 7%-uk deszkapadlós. Konyhaként a tornác szolgált, itt helyezték el a kemencét és itt tartották az evőeszközöket is. A falukutatók benyomása szerint főként a fiatalabb nemzedékből csak kevesen tartották be az előírt böjtöket. Érdekesség, hogy a faluban nem működött kocsma. Fenntartottak ugyan egy zugivót, de csak kevesen és szégyenkezve látogatták.